# 薇拉·坦纳
薇拉·坦纳（英語：Vera Tanner，1906年11月20日—1971年2月22日），英国女子游泳运动员。她曾代表英国参加1924年和1928年夏季奥林匹克运动会游泳比赛，获得二枚银牌，均来自女子4×100米自由泳接力项目。